# Dysderidae
Dysderidae là một họ nhện gồm 511 loài được xếp vào 24 chi.

## Phân loại
- Xem Danh sách các loài trong họ Dysderidae.

The categorization into subfamilies follows Joel Hallan's Biology Catalog Lưu trữ ngày 16 tháng 9 năm 2006 tại Wayback Machine.
- Dysderinae C. L. Koch, 1837

- Cryptoparachtes Dunin, 1992 (Gruzia, Azerbaijan)
- Dysdera Latreille, 1804 (khắp thế giới)
- Dysderella Dunin, 1992 (Azerbaijan, Turkmenistan))
- Dysderocrates Deeleman-Reinhold & Deeleman, 1988 (Balkans)
- Harpactocrates Simon, 1914 (châu Âu)
- Hygrocrates Deeleman-Reinhold, 1988 (Gruzia, Thổ Nhĩ Kỳ)
- Parachtes Alicata, 1964 (Nam Âu)
- Rhodera Deeleman-Reinhold, 1989 (Kríti)
- Stalitochara Simon, 1913 (Algeria)
- Tedia Simon, 1882 (Israel, Syria)

- Harpacteinae

- Dasumia Thorell, 1875 (Châu Âu, Trung Đông)
- Folkia Kratochvíl, 1970 (Balkans)
- Harpactea Bristowe, 1939 (Europe to Iran, Địa Trung Hải)
- Holissus Simon, 1882 (Corse)
- Kaemis Deeleman-Reinhold, 1993 (Ý)
- Minotauria Kulczyn'ski, 1903 (Kríti)
- Sardostalita Gasparo, 1999 (Sardegna)
- Stalagtia Kratochvíl, 1970 (Balkans, Hy Lạp)

- Rhodinae

- Mesostalita Deeleman-Reinhold, 1971 (Balkans, Ý)
- Parastalita Absolon & Kratochvíl, 1932 (Bosnia-Herzegovina)
- Rhode Simon, 1882 (Địa Trung Hải)
- Speleoharpactea Ribera, 1982 (Spain)
- Stalita Schiödte, 1847 (Balkans)
- Stalitella Absolon & Kratochvíl, 1932 (Balkans)

- incertae sedis

- Thereola Petrunkevitch, 1955 † (hóa thạch, oligocene)

- Thereola petiolata (Koch & Berendt, 1854) †

## Hình ảnh

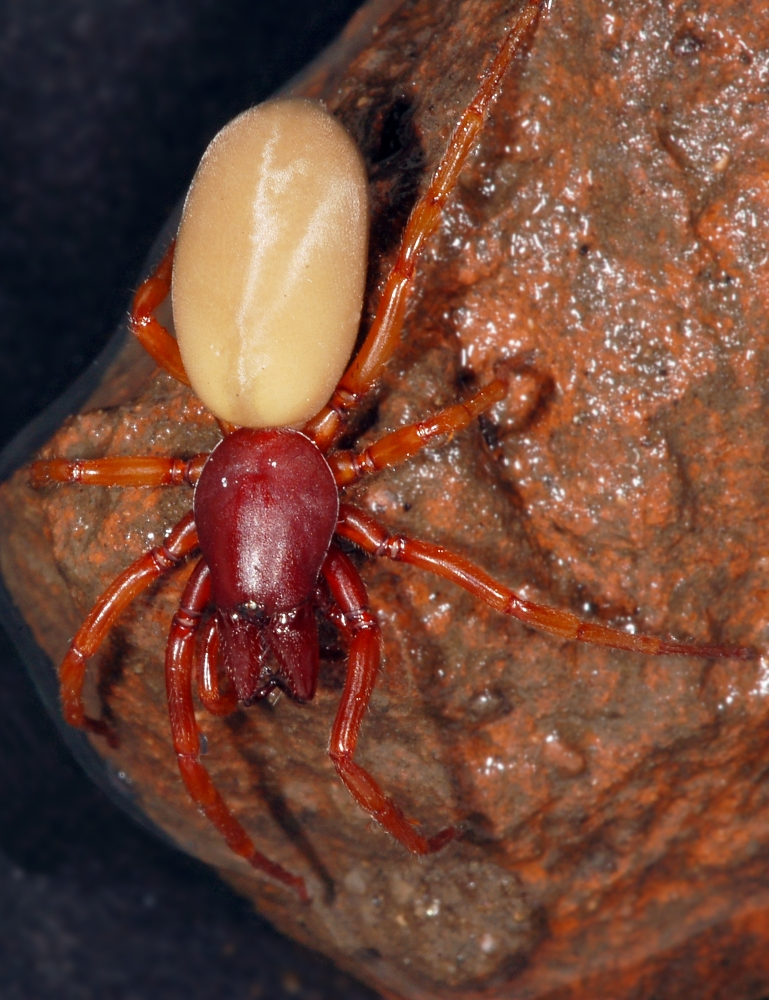
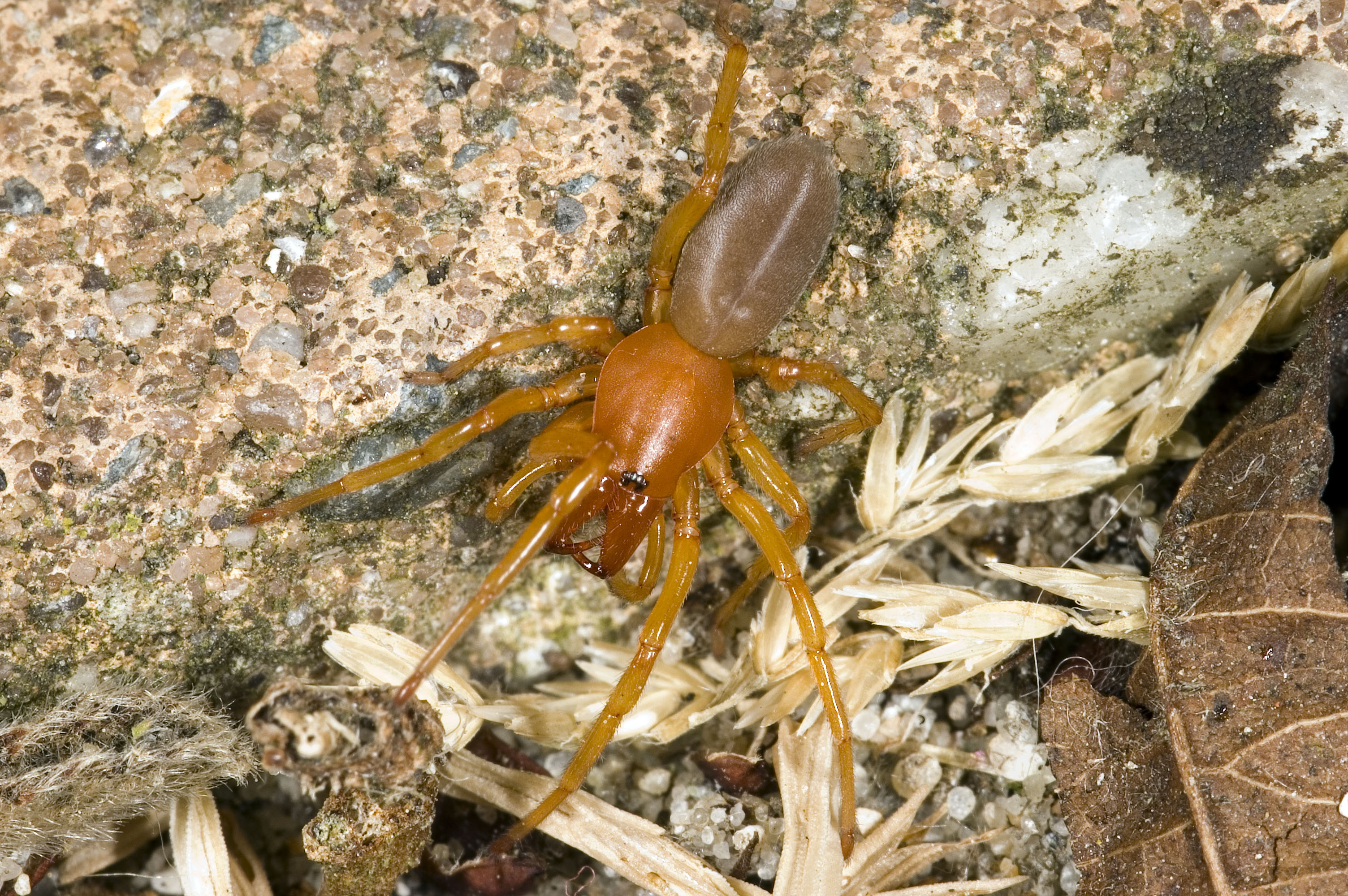
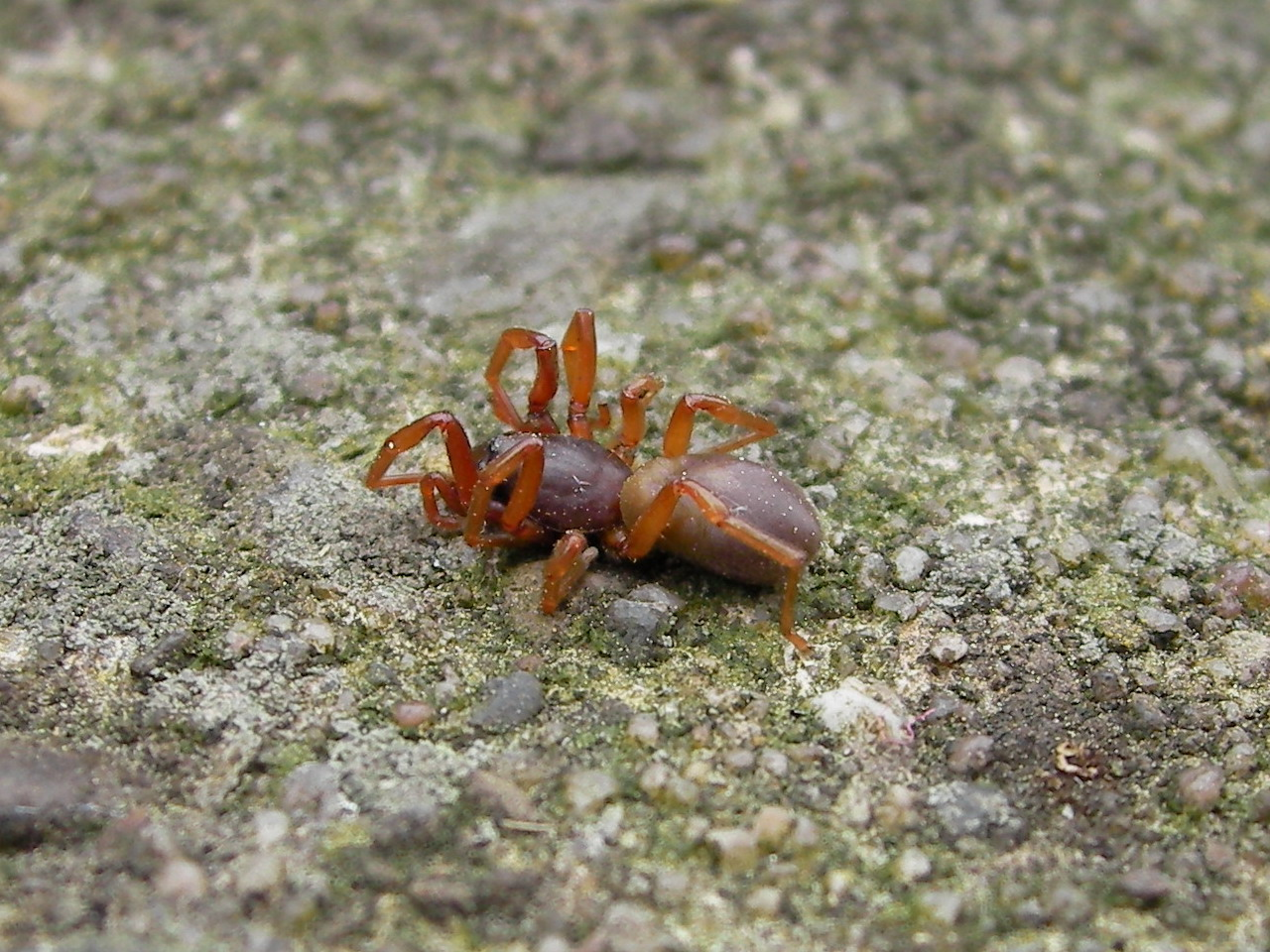
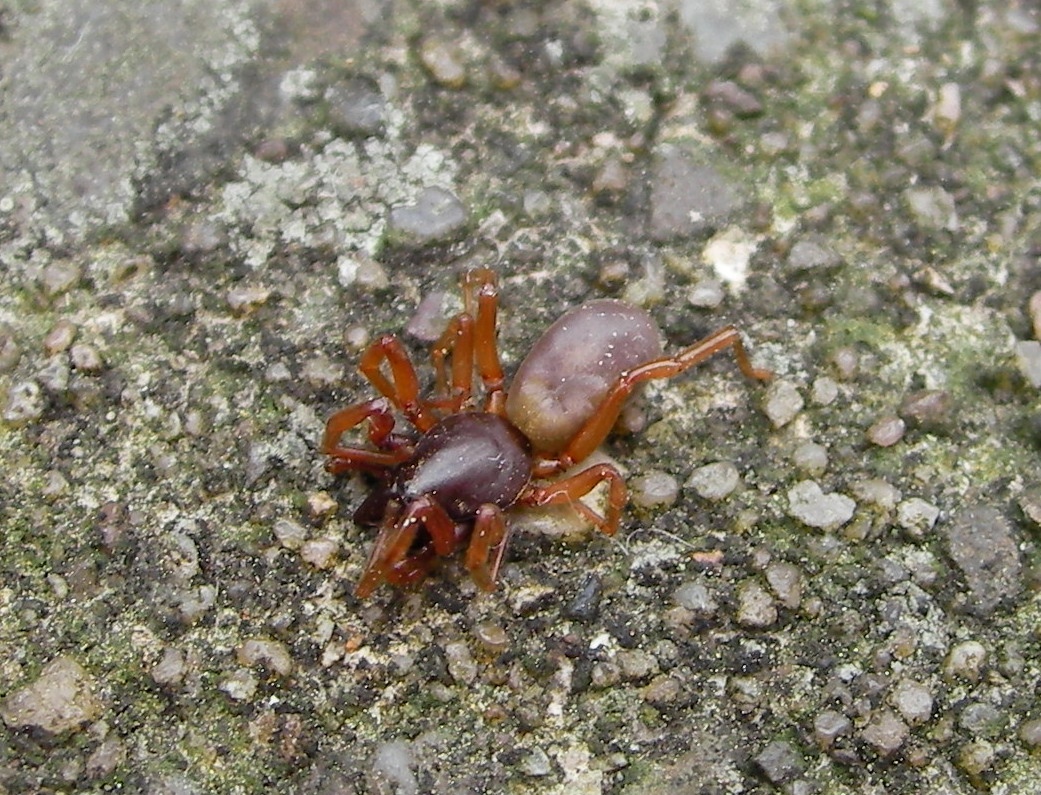